# Biłyn (przystanek kolejowy)
Biłyn (ukr. Білин) – przystanek kolejowy w miejscowości Biłyn, w rejonie rachowskim, w obwodzie zakarpackim, na Ukrainie. Położony jest na linii Delatyn – Diłowe.